# Daniel Ponce de León
Daniel Ponce de León (ur. 27 lipca 1980 w Cuauhtémoc) – meksykański bokser, były zawodowy mistrz świata organizacji WBO w kategorii junior piórkowej (do 122 funtów).

## Kariera amatorska
W 1999 otrzymał brązowy medal igrzysk panamerykańskich. Reprezentował Meksyk na Igrzyskach Olimpijskich w Sydney w 2000, przegrał jednak już w pierwszej walce z późniejszym brązowym medalistą, Wołodymyrem Sydorenko.

## Kariera zawodowa
Zawodową karierę rozpoczął w marcu 2001. 28 sierpnia 2003, w swojej piętnastej walce, pokonał już w pierwszej rundzie byłego mistrza świata IBF w kategorii muszej, Francisco Tejedora.
17 lutego 2005 zmierzył się w walce eliminacyjnej IBF z przyszłym mistrzem WBA, Celestino Caballero. Ponce de León w ósmej rundzie leżał na deskach i przegrał całą walkę na punkty. Po dwóch kolejnych zwycięskich walkach stanął przed szansą zdobycia wakującego tytułu mistrza świata WBO. 29 października 2005 pokonał na punkty Taja Soda Looknongyangtoya i zdobył pas mistrzowski.
W 2006 trzy razy obronił swój tytuł. W maju w drugiej rundzie znokautował Gersona Guerrero, niecałe dwa miesiące później już w pierwszej rundzie zakończył pojedynek rewanżowy z Looknongyangtoyem, a w październiku wygrał przez techniczny nokaut w ósmej rundzie z Alem Seegerem.
17 marca 2007 pokonał byłego mistrza WBC w kategorii muszej i przyszłego mistrza WBO w kategorii koguciej, Gerrego Peñalosę. Pięć miesięcy później już w pierwszej rundzie znokautował oficjalnego pretendenta do tytułu, Reya Bautistę, a 28 września, także przez nokaut, pokonał w piątej rundzie Kolumbijczyka Reynaldo Lopeza. W ostatniej walce w 2007 zwyciężył jednogłośnie na punkty z rodakiem, Eduardo Escobedo.
7 czerwca 2008 stracił tytuł mistrza świata WBO, przegrywając niespodziewanie już w pierwszej rundzie z Juanem Manuelem Lópezem.
Na ring powrócił niecałe pięć miesięcy później, nokautując w czwartej rundzie mniej znanego boksera, Damiana Marchiano. Kolejną walkę stoczył 25 kwietnia 2009 roku, pokonując na punkty Marlona Aguilara. Meksykanin miał w tej walce zdecydowaną przewagę, a jego rywal w ósmej rundzie leżał na deskach.
5 września 2009 roku w walce eliminacyjnej WBA w kategorii piórkowej pokonał na punkty Roineta Caballero. 20 lutego 2010 znokautował w trzeciej rundzie Orlando Cruza, a 1 maja 2010 wygrał jednogłośnie na punkty z Corneliusem Lockiem.